# 講義廳大樓

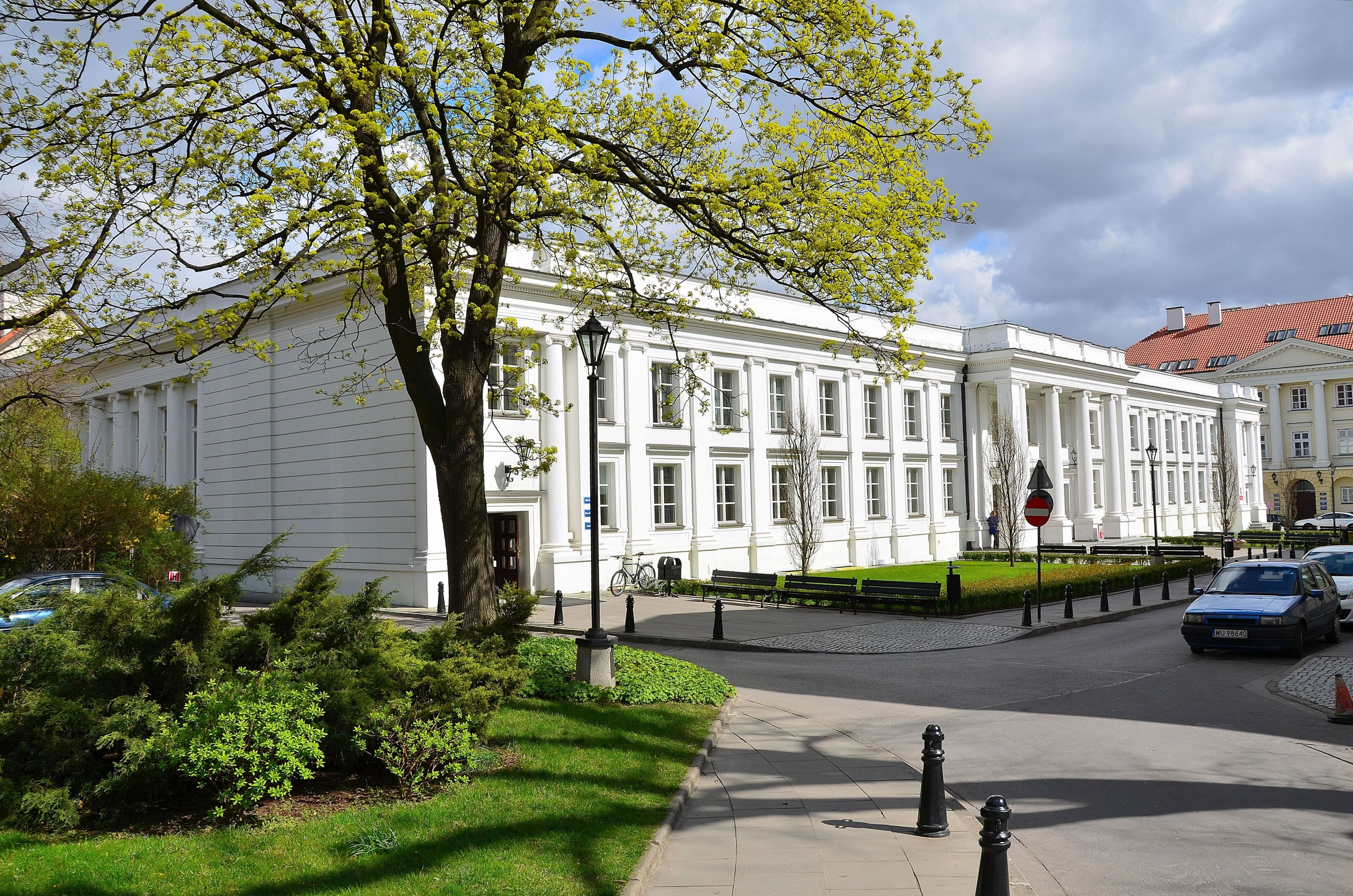
講義廳大樓

講義廳大樓是華沙大學的一座建築，位於波蘭華沙克拉科夫郊區街，外觀是古典主義風格。在二戰期間該建築嚴重受損，後在1951年至1955年重建。2007年，大樓進行了翻新。   